# Egidio di Anagni
Egidio di Anagni (Anagni, ... – dopo l'11 ottobre 1194) è stato un cardinale italiano.

## Biografia
Dopo aver ottenuto il titolo di Magister per i suoi studi ed essersi avviato alla carriera ecclesiastica, fu creato cardinale diacono di San Nicola in Carcere da papa Clemente III nel concistoro del settembre 1190. Sottoscrisse le bolle papali del 17 febbraio 1191.
Partecipò all'elezione papale del 1191 che elesse papa Celestino III; il nuovo papa gli concesse la direzione della cancelleria papale, senza però concederli ufficialmente il titolo. Esercitò tale incarico tra il 1191 e il 1194. Sottoscrisse le bolle papali emessi tra il 20 aprile 1191 e l'11 ottobre 1194. 
Fu tra i cardinali che nel giugno 1192 avrebbero dovuto accompagnare a Napoli l'imperatrice Costanza d'Altavilla; l'imperatrice però fu convinta da Roffredo di Montecassino a viaggiare da Tivoli direttamente in Germania. Legato presso il re Tancredi di Sicilia. Optò per l'ordine dei cardinali presbiteri e per il titolo di Santa Susanna nel 1194.
Morì poco dopo l'11 ottobre 1194.